# Yudo Auto
Yudo Auto es una marca china de vehículos eléctricos propiedad de Fujian Motors Group presentada en 2017.

## Historia
En febrero de 2017, Fujian Motors Group presentó la marca Yudo Auto con el π1, que se basa en el Haval H1, y el π3 crossover subcompacto eléctricos. El nombre chino es "Yundu" y el eslogan de la marca es "crear para el cambio".
En abril de 2017 en Auto Shanghai 2017, el Yudo π1 y π3 se revelaron oficialmente al público y se reveló el concepto SUV X-π.
En abril de 2018, en Auto China 2018 en Beijing, se reveló el concepto Yudo π7 SUV compacto.
En 2020, Yudo Auto presentó la furgoneta de carga eléctrica V01L.

## Modelos

### Coches de producción
| Modelo | Foto | Especificaciones |
| ------ | ---- | --- |
| K3     |      | Estilo de carrocería: Hatchback Clase: (B) Subcompacto Puertas: 5 Asientos: 5 Batería: Producción: 2023– Revelado: |
| π1     |      | Estilo de carrocería: Crossover SUV Clase: (J) Subcompacto Puertas: 5 Asientos: 5 Batería: 38,5 kilovatios hora (138 600 kJ) o 51 kilovatios hora (183 600 kJ) o 49,8 kilovatios hora (179 280 kJ) Iones de litio Producción: 2019-presente Revelado: abril de 2017 (Auto Shanghai) |
| π3     |      | Estilo de carrocería: Crossover SUV Clase: (J) Subcompacto Puertas: 5 Asientos: 5 Batería:' 51 kilovatios hora (183 600 kJ) Iones de litio Producción: 2019-presente Revelado: abril de 2017 (Auto Shanghai)                                                                        |
| V01L   |      | Estilo de carrocería: Van Clase: (M) Microvan Puertas: 5 Asientos: 5 Batería: Producción: 2020-presente Revelado: |

### Vehículos conceptuales
| Modelo | Foto | Especificaciones |
| ------ | ---- | --- |
| X-π    |      | Estilo de carrocería: Crossover SUV Clase: (J) Subcompacto Puertas: 3 Asientos: 4 Revelado: abril de 2017 (Auto Shanghai) |
| π7     |      | Estilo de carrocería: Crossover SUV Clase: (J) Compact Puertas: 5 Asientos: 5 Revelado: abril de 2018 (Auto China)        |
| ππ     |      | Estilo de carrocería: Hatchback Clase: C Puertas: 5 Asientos: 5 Revelado: abril de 2018 (Auto China)                      |